# رومارم
رومارم (انگلیسی: ROMARM) شرکت دولتی صنایع جنگ‌افزاری رومانیایی است، که در سال ۲۰۰۰ تأسیس شد.